# Otarie à fourrure du Nord
Callorhinus ursinus
 (novembre 2018).
Genre
Espèce
Répartition géographique
- colonie de reproduction
- individus isolés

Statut de conservation UICN

 VU A2b : Vulnérable
L’otarie à fourrure du Nord (Callorhinus ursinus), nommée également ours de mer, otarie à fourrure septentrionale, otarie d'Alaska ou otarie de Pribilof, est la seule espèce du genre Callorhinus, de la famille des Otariidae (les otaries) et la plus grande espèce de la sous-famille des otaries à fourrure (arctocephalinae). On la trouve dans l'océan Pacifique, la mer de Béring et la mer d'Okhotsk.

## Description
Les otaries à fourrure du Nord ont un dimorphisme sexuel extrême, les mâles étant de 30 à 40 % plus longs et plus de 4,5 fois plus lourds que les femelles adultes. La tête est raccourcie chez les deux sexes en raison du museau très court et courbé vers le bas et du petit nez, qui dépasse légèrement la bouche des femelles et modérément chez les mâles. Le pelage est épais et luxuriant, avec un sous-poil dense de couleur crème. Le sous-poil est masqué par les poils de garde les plus longs, bien qu'il soit partiellement visible lorsque les animaux sont mouillés. Les caractéristiques des nageoires antérieures et postérieures sont uniques propres à cette espèce. La fourrure est absente sur le dessus des nageoires antérieures et une "ligne nette" abrupte est visible sur le poignet à l'endroit où la fourrure se termine. Les nageoires postérieures sont proportionnellement les plus longues de tous les otariidae à cause des extensions cartilagineuses extrêmement longues sur tous les doigts. Des petites griffes sont présentes aux doigts deux à quatre, bien en retrait à l'extrémité des doigts qui rappelle des ailes. Les oreillettes sont longues et visibles, et dénuées de fourrure foncée à l'extrémité des oreilles chez les animaux plus âgés. Les vibrisses mystaciales peuvent être très longues, et s'étendent régulièrement au-delà des oreilles. Les adultes ont tous les vibrisses blanches, les juvéniles et les subadultes ont un mélange de vibrisses blanches et noires, y compris certains qui ont des bases foncées et des extrémités blanches, et les petits et les individus d'un an ont tous des vibrisses noires. Les yeux sont proportionnellement grands et visibles, surtout chez les femelles, les subadultes et les juvéniles.
Les mâles adultes sont trapus et ont un cou large (épais et large). Une crinière de poils de garde grossiers et longs s'étend du bas du cou aux épaules et couvre la nuque, le cou, la poitrine et le haut du dos. Tandis que le crâne des mâles adultes est grand et robuste pour leur taille totale, leur tête semble courte en raison de la combinaison d'un museau court, et l'arrière de la tête derrière le pavillon de l'oreille est masqué par l'élargissement du cou. Les mâles adultes ont un front abrupt formé par l'élévation de la couronne due au développement des crêtes sagittales, et une fourrure plus épaisse de la crinière sur le dessus de leur tête.
Les canines sont beaucoup plus longues et ont un diamètre plus grand chez les mâles adultes que chez les femelles adultes, et cette relation se maintient dans une moindre mesure à tous les âges.
Les femelles adultes, les subadultes et les juvéniles sont moins trapus. Il est difficile de distinguer les sexes jusqu'à l'âge de cinq ans environ. Le corps est de taille modeste et le cou, la poitrine et les épaules sont de taille proportionnelle au torse. Les femelles adultes et subadultes ont une coloration plus complexe et variable que les mâles adultes. Elles sont gris argenté foncé ou anthracite au-dessus. Les flancs, la poitrine, les côtés et le dessous du cou, qui forment souvent un motif en chevron dans cette zone, sont de couleur crème ou bronze avec des tons roux. Sur les côtés et le dessus du museau, le menton, et comme un "coup de pinceau" en arrière sous l'œil, il y a des zones de couleur variable de crème à rouille. En revanche, les mâles adultes sont gris moyen à noir, ou rougeâtre à brun foncé partout. Leurs crinières peuvent avoir des quantités variables de teinte gris argenté ou jaunâtre sur les poils de garde. Les petits sont noirâtres à la naissance, avec des zones de chamois ovales variables sur les côtés, dans la région axillaire et sur le menton et les côtés du museau. Après trois à quatre mois, les petits muent jusqu'à la couleur des femelles adultes et des subadultes.
Les mâles peuvent mesurer jusqu'à 2,1 m et peser 270 kg. Les femelles peuvent mesurer jusqu'à 1,5 m et peser 50 kg ou plus. Les nouveau-nés pèsent de 5,4 à 6 kg et mesurent de 60 à 65 cm de long. Les mâles vivent vingt ans, et les femelles vingt-cinq.
Comme les autres otaries à fourrure, les otaries à fourrure du Nord sont faites pour une locomotion terrestre efficace. Leurs membres postérieurs sont en position plantigrade et sont capables de tourner sous le corps pour une locomotion et un soutien quadrupède. Lorsqu'elles nagent, il y a deux types de mouvements différents : la locomotion et la plongée. Ces otaries nagent principalement avec la propulsion des membres antérieurs en raison de leur physiologie. Elles ont des articulations flexibles entre les vertèbres pour une meilleure maniabilité dans l'eau ainsi qu'un meilleur effet de levier musculaire pour les mouvements pectoraux. Les mouvements sont différents pour les différents types de plongée et de locomotion, et les mouvements varient selon les individus car il existe une relation entre le nombre maximal de mouvements et la taille du corps

## Distribution et habitat
L'otarie à fourrure du Nord se rencontre principalement au nord de l'océan Pacifique - la limite méridionale correspond approximativement à une ligne allant de l'extrémité sud du Japon à l'extrémité sud de la péninsule de Basse-Californie -, dans la mer d'Okhotsk et dans la mer de Béring. On rencontre également des otaries à fourrure dans la mer Blanche et le golfe de Kandalakcha.
On estime à 1,1 million le nombre d'otaries à fourrure du Nord dans l'ensemble de l'aire de répartition, dont environ la moitié se reproduit dans les îles Pribilof, dans l'est de la mer de Béring. 200 à 250 000 se reproduisent sur les îles Komandorski dans l'ouest de la mer de Béring, environ 100 000 sur l'île Tyuleniy (en) au large des côtes de l'île Sakhaline dans le sud-ouest de la mer d'Okhotsk, et 60 à 70 000 dans les îles Kouriles centrales, en Russie. De plus petites colonies (environ 5 000 animaux) se trouvent sur l'île Bogoslof dans la chaîne des Aléoutiennes, sur l'île San Miguel dans les Channels Islands de Californie et sur l'île du sud des Farallon au large de la côte de la Californie. Des données récentes provenant d'une analyse des isotopes stables du collagène osseux de l'otarie à fourrure de l'Holocène (δ13C et δ15N) indiquent qu'avant le commerce maritime des fourrures, il était plus courant pour ces animaux de se reproduire dans des colonies locales en Colombie-Britannique, en Californie et probablement dans une bonne partie de la côte nord-ouest de l'Amérique du Nord.
Pendant l'hiver, les otaries à fourrure du Nord se déplacent vers le sud, les animaux des colonies russes entrant régulièrement dans les eaux japonaises et coréennes de la mer du Japon et les animaux de l'Alaska se déplaçant le long du Pacifique central et oriental jusqu'en Colombie-Britannique, au Canada et aussi loin au sud que la Basse-Californie.
L'aire de répartition de l'otarie à fourrure du Nord chevauche presque exactement celle des lions de mer de Steller ; des cohabitations occasionnelles se produisent dans les colonies reproductrices, notamment dans les îles Kouriles, les îles Komandorski et l'île Tyuleniy. La seule autre otarie à fourrure que l'on trouve dans l'hémisphère Nord est l'otarie de l'île Guadalupe qui chevauche légèrement l'aire de répartition de l'otarie à fourrure du Nord en Californie.

## Régime alimentaire
L'otarie à fourrure est une espèce opportuniste qui se nourrit principalement de poissons pélagiques et de calmars, selon la disponibilité locale. Les proies identifiées sont le merlu, le hareng, le poisson-lanterne, le capelan, le lieu noir et le maquereau. Leur comportement alimentaire est principalement solitaire. La consommation quotidienne d'une otarie représente environ 10 % du poids de l'animal.
Les otaries à fourrure du Nord sont la proie principale des requins et des épaulards[réf. nécessaire]. Il arrive à l'occasion que de très jeunes animaux soient mangés par les otaries de Steller et que des renards arctiques se livrent à une prédation occasionnelle sur des petits vivants.
En raison des densités très élevées de petits dans les colonies reproductrices et de l'âge précoce auquel les mères commencent leurs voyages de recherche de nourriture, la mortalité peut être relativement élevée. Par conséquent, les carcasses de petits jouent un rôle important dans l'enrichissement du régime alimentaire de nombreux charognards, en particulier les goélands et les renards arctiques.

## Reproduction
Chaque mois de mai, les otaries se rassemblent en masse dans quelques rookeries. Les femelles se reproduisent à l'âge de 3 ans, mais les mâles, sexuellement matures à l'âge de 4 ou 5 ans, ne s'accouplent pas avant 9 ans.
Les mâles, polygames, doivent en effet établir leur territoire et le défendre des dizaines de fois contre d'autres prétendants, ce qui donne lieu à des duels souvent sanglants, parfois mortels. Ainsi, le « propriétaire » du territoire ne peut s'absenter pour se nourrir pendant plusieurs mois, et vit sur ses réserves : lorsqu'il retourne à l'eau, il a parfois perdu près d'un tiers de son poids.
Les célibataires se regroupent sur des « terrains de jeux », où ils s'entraînent à de tels combats.

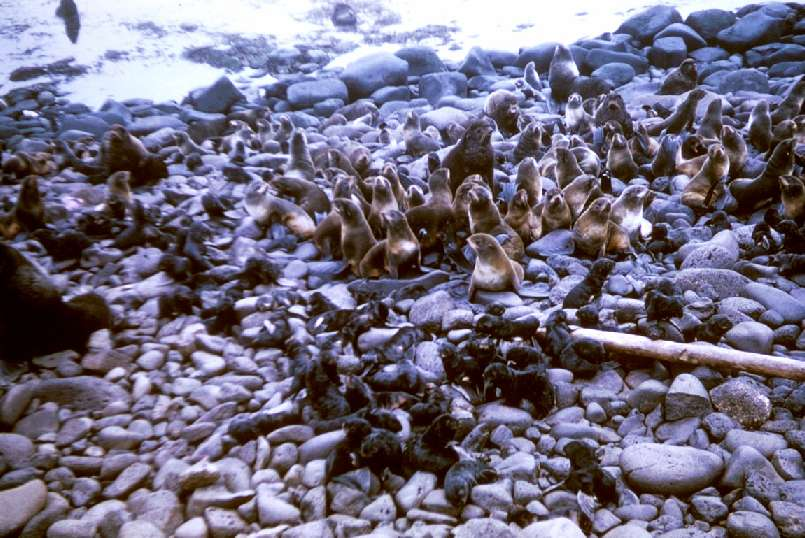
Otarie à fourrure du Nord : mâle avec son harem et les nouveau-nés

Les femelles arrivent pleines, et choisissent un emplacement parmi les territoires délimités par les mâles où elles constituent des harems de dix à vingt femelles pour la plupart. La naissance d'un unique petit intervient peu de temps après l'arrivée d'une femelle. Cette dernière est fécondée cinq à six jours après.
Les femelles possèdent un double utérus, et c'est ce qui permet une durée de gestation de presque un an, bien supérieure à celle des autres mammifères (environ 9 mois).
Les jeunes sont sevrés en octobre. À la fin de novembre, ils migrent vers le sud avec leurs congénères.

## Statut
Récemment, l'inquiétude au sujet de la situation des populations d'otaries à fourrure s'est accrue, particulièrement dans les îles Pribilof, où le nombre de nouveau-nés a diminué d'environ 50 % depuis les années 1970, avec une baisse continue d'environ 6-7 % par an. C'est ainsi qu'elles ont été classées "vulnérables" en vertu de la loi américaine sur les espèces menacées d'extinction, ce qui a conduit à l'intensification d'un programme de recherche sur leur écologie comportementale et fourragère. Les causes possibles sont l'augmentation de la prédation par les orques, la concurrence avec les pêcheries et les effets du changement climatique, mais à ce jour, aucun consensus scientifique n'a été atteint. L'IUCN (2008) classe l'espèce dans la catégorie "vulnérable".

### Chasse
L'otarie à fourrure a constitué la nourriture principale des indigènes (Inuit) des côtes de Sibérie et d'Alaska pendant des milliers d'années. Elle fournit également une fourrure de qualité. L'arrivée des Européens au Kamtchatka et en Alaska aux dix-septième et dix-huitième siècles, d'abord de Russie, puis d'Amérique du Nord, a été suivi par une exploitation commerciale intensive.
En 1786, Gavriil Pribilof explora l'archipel qui porte maintenant son nom et découvrit les immenses rookeries de l'otarie à fourrure. Dès 1796, le commissaire russe déplaça des indigènes aléoutes pour tuer et dépouiller les animaux en grand nombre. Ceux-ci étaient rassemblés dans des champs d'abattage, puis tués à coups de bâton (dans le meilleur des cas, l'animal succombe rapidement à un seul coup bien ajusté sur le crâne). En 1820, un nouveau commissaire russe édicta les premières mesures de protection : ne plus tuer les femelles ; épargner une certaine proportion de jeunes mâles. On estime que 2,5 millions d'otaries à fourrure du Nord ont été tuées entre 1786 et 1867.
En 1867, les îles Pribilof devinrent possession américaine avec l'Alaska pour 7 200 000 dollars; les agents du gouvernement américain estimèrent alors le troupeau d'otaries à 2 500 000 animaux. La cupidité l'emportant, les règles de protection de l'espèce furent abandonnées ; de plus, des pirates entreprenaient des raids sur le rivage des îles. Les otaries étaient aussi intensivement chassées en mer au harpon.
En 1892, quand l'effectif des otaries devint inférieur à un million d'individu, les autorités commencèrent à se préoccuper de la baisse des revenus de l'abattage. Un accord fut signé à Paris en 1893 pour interdire la chasse en mer dans un rayon de 60 milles marins autour des Pribilof, ainsi que dans la mer de Béring du 1er mai du 31 juillet.
Bien que les États-Unis armèrent des canonnières pour faire respecter l'accord, la tuerie continua, et en 1910, il ne restait plus que 160 000 otaries aux îles Pribilof. Des écrivains, dont Jack London et Rudyard Kipling, réussirent à émouvoir l'opinion publique, et en juillet 1911, fut signé à Washington a Convention sur la préservation et la protection des phoques à fourrure dans le Pacifique Nord, entre la Grande-Bretagne, le Canada, les États-Unis, la Russie et le Japon ; cet accord interdisait totalement la chasse en mer en échange d'un pourcentage sur l'abattage des otaries. Une nouvelle convention est signée en 1957, complétée par un protocole en 1963.
Cette exploitation commerciale a cessé depuis 1984 ; actuellement, environ 1 500 individus sont prélevés annuellement par la population indigène pour leur nourriture. Alors que la pêche pélagique détruirait à elle seule plusieurs milliers d'otaries par an.